# George William Gordon

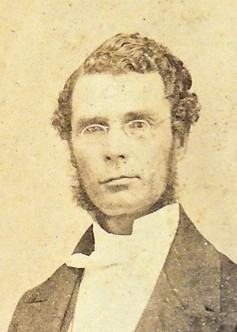
George William Gordon

George William Gordon (Mavis Bay, 1820 - Morant Bay, 23 oktober 1865) was een Jamaicaanse zakenman en politicus. Een eeuw nadat hij stierf, werd hij uitgeroepen tot Nationale Held van Jamaica. Gordon was de tweede van in totaal zeven kinderen van Joseph Gordon (ca. 1790 - 1867), een Schotse plantagehouder, en Ann Rattray (ca. 1792 - voor 1865), een mulattin en slaaf. Gordon werd zakenman en landeigenaar in de parochie van St. Thomas-in-the-East. Zijn andere broers en zussen waren Mary Ann Gordon (ca. 1813), Margaret Gordon (ca. 1819), Janet Isabella Gordon (ca. 1824), John Gordon (ca. 1825), Jane Gordon (ca. 1826) en Ann Gordon (ca. 1828).
Als lid van de Jamaica Bijeenkomst, verwierf Gordon een reputatie als criticus van de koloniale regering, vooral die van gouverneur Edward John Eyre in het midden van de jaren 1860. Gordon onderhield contacten met Engelse evangelische tegenstanders van het koloniale beleid en richtte zijn eigen Native Baptist kerk op.

## Morant Bay Opstand
Uit onvrede over de behandeling van ex-slaven na de afschaffing van de slavernij in Jamaica, riep hij ex-slaven op om op vreedzame wijze te protesteren. Zo wilde hij onder andere voor elkaar krijgen dat ex-slaven onderwijs zouden krijgen en dat er (beter) werk voor ze zou komen. Dit leidde uiteindelijk tot de Morant Bay Opstand in 1865. Bij die opstand sloegen de Britten een demonstratie van ex-slaven hard neer. Gouverneur Edward John Eyre verklaarde later dat Gordon verantwoordelijk was voor de opstand, alhoewel hij er zelf niet aan mee had gedaan. In oktober 1865 werd Gordon afgevoerd vanuit Kingston, waar de staat van beleg niet van kracht was, naar Morant Bay, waar deze wel was ingesteld. Hij werd daar zonder enige vorm van proces berecht door de krijgsraad, ter dood veroordeeld en vervolgens geëxecuteerd. De dood van Gordon en de wreedheid waarmee Eyre de protesten onderdrukte, zorgden voor veel ophef in Engeland. John Stuart Mill en andere liberalen probeerden tevergeefs om Eyre te laten vervolgen.

## Gordon als nationaal symbool
In de nasleep van de Arbeidsopstand in 1938, werd Gordon het boegbeeld van het Jamaicaanse nationalisme. Dit was mede door het toneelstuk George William Gordon van Roger Mais, waarin de dood van Gordon vergeleken werd met de opoffering van Jezus. In 1965 werd Gordon, tegelijkertijd met Paul Bogle, uitgeroepen tot Nationale Held tijdens een ceremonie in Morant Bay. In 1969 verscheen het hoofd van Gordon op het Jamaicaanse tiendollarbiljet.
Het Jamaicaanse Parlement komt samen in het Gordon House dat in 1960 werd gebouwd en ter nagedachtenis naar hem werd vernoemd.
George William Gordon wordt vermeld in het lied Innocent Blood van de reggaeband Culture, maar ook in het lied Silver Tongue Show van Groundation en Prediction van Steel Pulse.